# Toho (filmstudio)

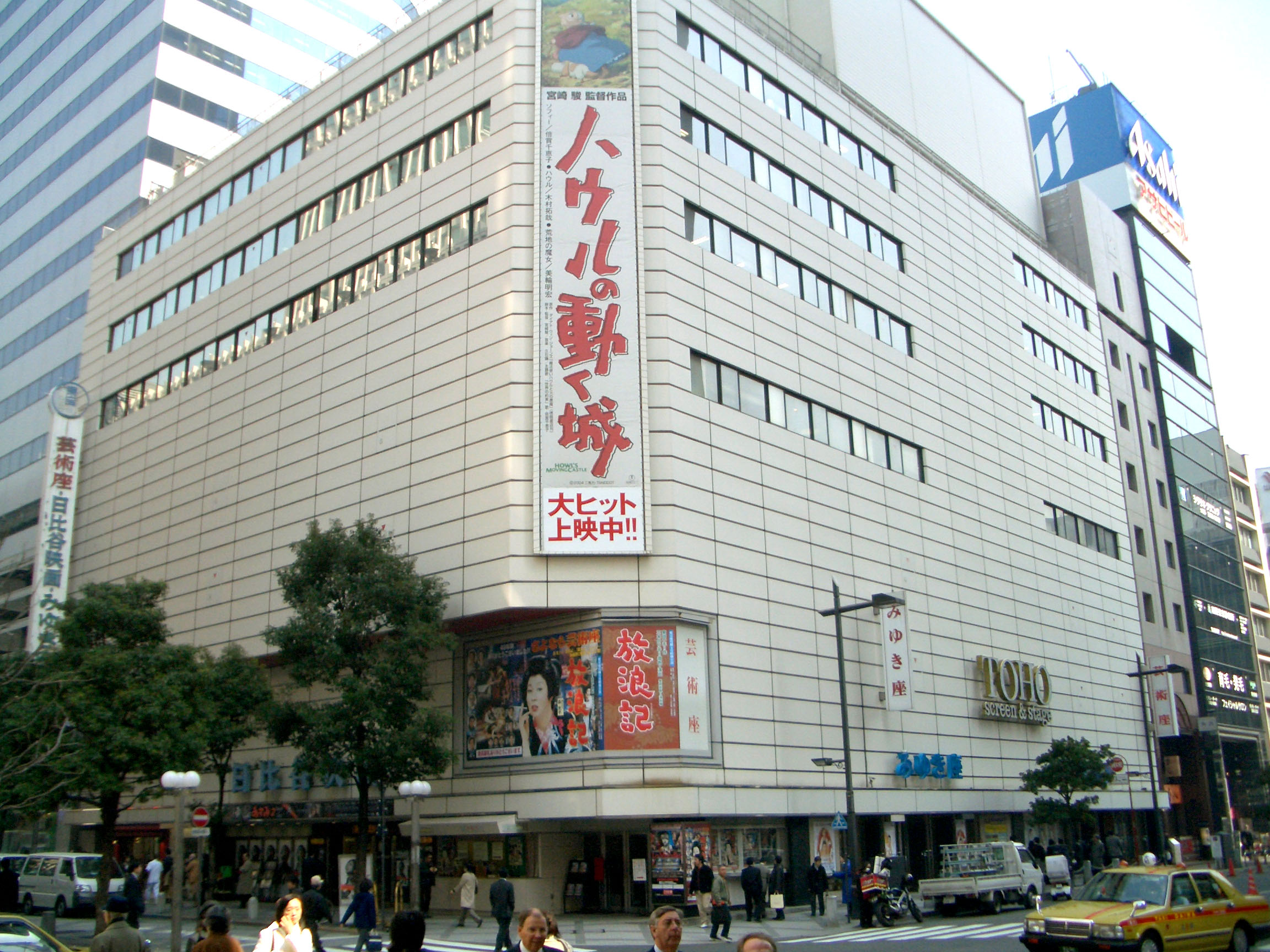
Toho hoofdkantoor

Toho Co., Ltd (Japans: 東宝株式会社, Toho kabushiki-gaisha) is een grote Japanse filmstudio. Het bedrijf is gestationeerd in Chiyoda, Tokio en is een van de belangrijkste bedrijven van de Hankyu-Toho-groep.

## Geschiedenis
Toho werd opgericht door de Hankyu Railway in 1932 als de Tokyo-Takarazuka Theater Company. Lange tijd bestond het bedrijf als theaterbedrijf. Tegenwoordig richt het bedrijf zich op films en tv-series.

## Producties
De films van Toho worden meestal geproduceerd door TOHO Studios, een branche van Toho. In het westen is Toho vooral bekend vanwege zijn Kaiju-films, waarvan de bekendste de Godzilla-films zijn. Verder is Toho producent van de films van Akira Kurosawa en distributeur van de animatiefilms van Studio Ghibli.
Naast films produceerde Toho ook enkele tokusatsu-series, waaronder series zoals Ike! Godman, Zone Fighter, Megaloman, Dennou Keisatsu Cybercop, Shichisei Toshin Guyferd en de gehele Seishin series (Chouseishin Gransazer, Genseishin Justirisers en Chousei Kantai Sazer-X)

## Enkele films
- Godzilla franchise
- Rodan
- Mothra
- Yojimbo
- Dodes'ka-den
- Doraemon films (distributeur)
- Ran
- Crayon Shin-chan films (distributeur)
- Pokemon films (distributeur)
- Ring
- Hamtaro films (distributeur)
- One Missed Call
- Kokuhaku (Confessions)
- Monster Hunter (producent en distributeur onder Toho-Towa)
- Your Name.